# Heteronotus formicoides
Heteronotus formicoides är en insektsart som beskrevs av Albino Morimasa Sakakibara 1979. Heteronotus formicoides ingår i släktet Heteronotus och familjen hornstritar. Inga underarter finns listade i Catalogue of Life.